# Листерферда
Листерферда (нем. Listerfehrda) — деревня в Германии, в земле Саксония-Анхальт.
Входит в состав города Цана-Эльстер района Виттенберг. Население составляет 368 человек (на 31 декабря 2006 года). Занимает площадь 6,55 км².
Ранее Листерферда имела статус общины (коммуны). 1 января 2011 года вошла в состав города Цана-Эльстер.